# Gare d'Arques (Pas-de-Calais)
Ne doit pas être confondu avec Gare d'Arques-la-Bataille.
La gare d'Arques (Pas-de-Calais) est une gare ferroviaire française des lignes de Saint-Omer à Hesdigneul et d'Armentières à Arques, située sur le territoire de la commune d'Arques dans le département du Pas-de-Calais en région Nord-Pas-de-Calais. 
C'est une gare marchandises de la Société nationale des chemins de fer français (SNCF), desservie par  des trains de fret. C'est également une gare du Chemin de fer touristique de la vallée de l'Aa.

## Situation ferroviaire
Établie à 10 mètres d'altitude, la gare de bifurcation d'Arques est située au point kilométrique (PK) 66,996 de la ligne de Saint-Omer à Hesdigneul, entre les gares de Saint-Omer et de Blendecques, et l'aboutissement au PK 75,590 de la ligne d'Armentières à Arques (partiellement déclassée).
La section de ligne d'Arques à Lumbres est utilisée pour un trafic marchandises et la gare d'Arques est l'un des deux terminus avec celle de Lumbres du Chemin de fer touristique de la vallée de l'Aa.

## Histoire
La gare d'Arques est mise en service par la Compagnie des chemins de fer du Nord-Est, le 1er juin 1874 après l'inauguration officielle de la ligne le 25 mai 1874. Elle est inaugurée en septembre 1874.

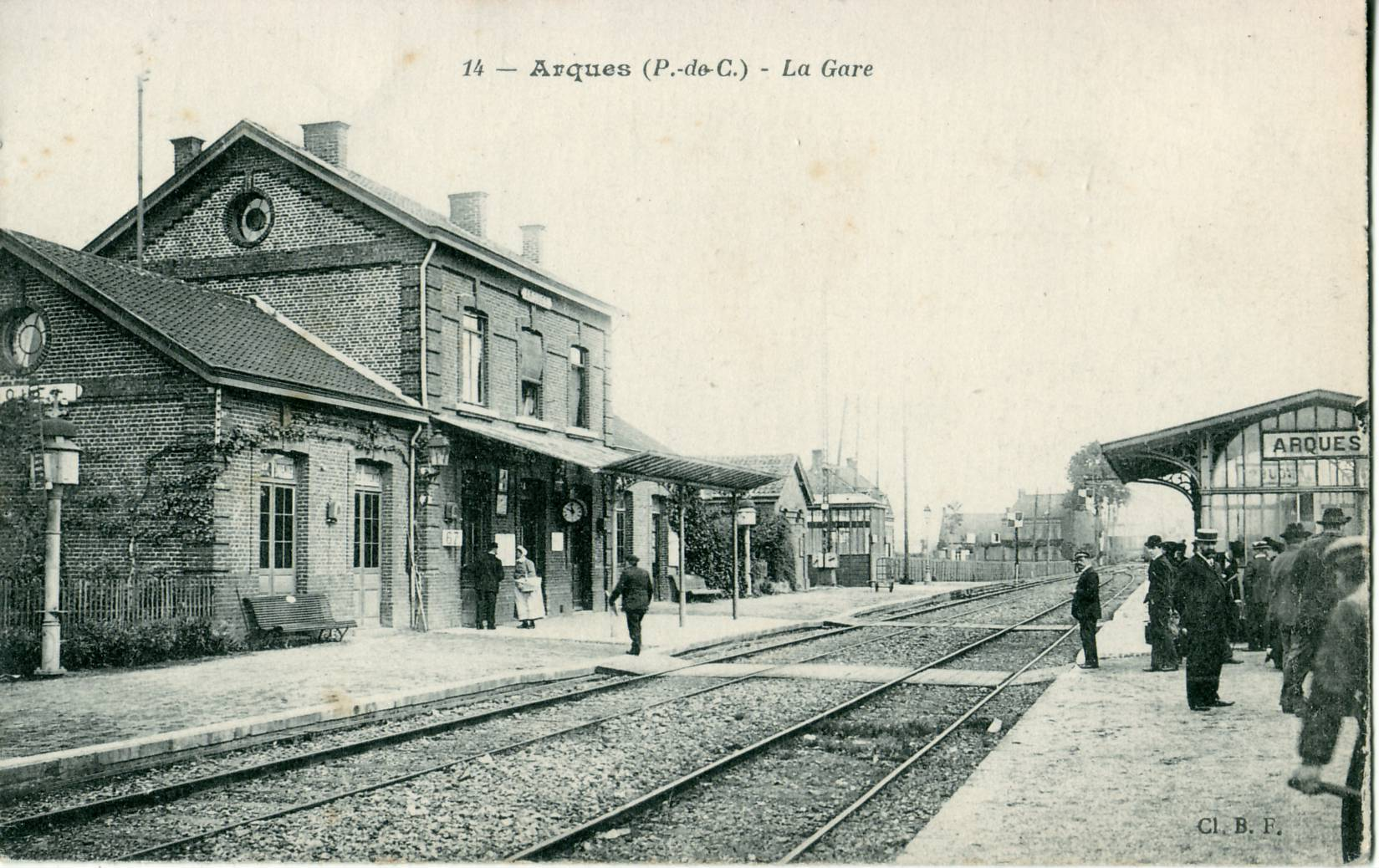
La gare vers 1900.

Comme la ligne, la gare est fermée au service des voyageurs le 15 juillet 1959,

## Service des voyageurs
Gare fermée.

## Service des marchandises
La gare d'Arques (Pas-de-Calais) est ouverte au service Fret SNCF uniquement pour des trains massifs en gare. 

## Patrimoine ferroviaire et train touristique
L'ancien bâtiment voyageurs est toujours présent. La gare est desservie, en saison, par le chemin de fer touristique de la vallée de l'Aa.